# Napoleonov spomenik u Makarskoj
Napoleonov spomenik je kamena piramida-obelisk u gradiću Makarskoj, zaštićeno kulturno dobro.

## Opis dobra
Kamena piramida - obelisk u Makarskoj poznatija kao „Napoleonov spomenik“ nalazi se na krajnjem zapadnom dijelu grada s južne strane magistrale. Smještena je uz sam kolnik na rubu borove šume. Piramida je podignuta 1808. godine u vrijeme francuske uprave u Dalmaciji, u čast maršala Marmonta. Prvobitno je bila smještena ispred franjevačkog samostana u Makarskoj, u parku oko nekadašnjeg mandrača. Od bijelog bračkog kamena sazidali su je brački klesari Antun i Ivan Štambuk.

## Zaštita
Pod oznakom Z-5461 zaveden je kao nepokretno kulturno dobro - pojedinačno, pravna statusa zaštićena kulturnog dobra, klasificirano kao "javne građevine".